# فهرست فیلسوفان زبان
این فهرست فیلسوفان زبان (انگلیسی: List of philosophers of language) است.

## فهرست
- ویرجیل آلدریچ
- ویلیام آلستون
- الیزابت انسکوم
- کارل اوتو آپل
- سنت توماس اکویناس
- ارسطو
- جان لانگشاو آستین
- آلفرد جی آیر
- خوسه آزورمندی
- جودی ازونی
- کنت باخ
- اینگه‌بورگ باخمان
- آرچی جی. بهم
- یهوشوا بار-هیلل
- والتر بنیامین
- جاناتان بنت
- آنری برگسون
- مکس بلک
- پل بوقوسیان
- آندره‌آ بونومی
- ژاک بوورس
- اف. اچ. بردلی
- رابرت براندوم
- بریت بروگارد
- توماس کاجتان
- هرمان کاپلن
- رودلف کارناپ
- هکتور نری کاستاندا
- استنلی کاول
- ملکیور سزاروتی
- دیوید چالمرز
- چنگ کام چنگ
- نوآم چامسکی
- کآلونزو چرچ
- نینو کوکیارلا
- جیمز اف. کونانت
- ویلیام کراترورن
- دونالد دیویدسن
- آردا دنکل
- مایکل دویت
- کیت دانلان
- ویلیام سی داولینگ
- سزار شنو دومارسه
- مایکل دامت
- دیوید اِفِرد
- اس. موریس انگل
- جان اچمندی
- گرت ایوانز
- کیت فاین
- داگفین فولسدال
- گوتلوب فرگه
- مریلین فرای
- رابرت ماکسیمیلیان دی گینسفورد
- پیتر گیچ
- الکساندر جورج
- آلن گیبارد
- گونگسون لانگ
- نلسن گودمن
- پل گرایس
- یروین گرونندیک
- ساموئل گوتنپلان
- سورشتاین گیلفاسون
- سوزان هاک
- یورگن هابرماس
- پیتر هکر
- ایان هکینگ
- اکسل هاگرستروم
- باب هیل
- اسوالد هانفلینگ
- گیلبرت هارمن
- جان هاثورن
- یاکو هینتیکا
- ویلیام هیرستین
- ریچارد هونیگزوالد
- جنیفر هورنسبی
- پل هورویچ
- ویلهلم فون هومبولت
- کری ایچیکاوا جنکینز
- دیوید کاپلان
- جرولد کاتز
- سول کریپکی
- مارک لنس
- استیون لارنس
- ارنست لپور
- دیوید لوئیس
- جان لاک
- بئاتریس لونگنس
- پل لورنزن
- ویلیام لیکن
- جان مکداول
- کالین مکگین
- مراب مامارداشویلی
- روث بارکن مارکوس
- خوزِه مدینا
- موریس مرلو-پونی
- جان استوارت میل
- روث میلیکان
- ریچارد مونتاگیو
- چارلز موریس
- آدام مورتون
- استیون نیل
- ویلیام اوکام
- خسوس پادیلا گالیز
- پیتر پیجین
- چارلز سندرز پیرس
- کارلو پنکو
- جان پری
- گوالتیرو پیچینی
- استیون پینکر
- افلاطون
- هیلاری پاتنم
- ویلارد کواین
- آدولف رایناخ
- دنیز رایلی
- ریچارد رورتی
- رروسلین دو کومپین
- جی روزنبرگ
- برتراند راسل
- گیلبرت رایل
- رابرت ریناسیوویچ
- مارک سینزبری
- ناتان سالمون
- استیون شیفر
- دانس اسکوتوس
- جان سرل
- سوزانا سیگل
- برایان اسکایرمز
- کوئنتین اسمیت
- اسکات سومز
- دیوید سوسا
- رابرت استالناکر
- جیسون استنلی
- جان سنت توماس
- جان الیا
- استفان یابلو
- پپیتر استراوسن
- آلفرد تارسکی
- کنت آلن تیلور
- ارنست توگندهت
- مایکل تای
- زنو وندلر
- واکاسپاتی میشرا
- فردریش ویزمن
- براین ویترسون
- مایکل ویلیامز
- تیموتی ویلیامسون
- جان ویزدم
- لویدویگ ویتگنشتاین
- کریسپین رایت
- جرج هنریک فون وریکت
- ادوارد ان. زالتا
- ادی زماچ
- پل زیف
- دین زیمرمن

## جستارهای‌وابسته
- فهرست فیلسوفان